# Президентські вибори в Білорусі 2015
Президентські вибори в Білорусі 2015 року — чергові, шості вибори президента Республіки Білорусь, відповідно до Постанови Палати представників Національних зборів Білорусі, прийнятої 30 червня 2015 року, відбулися у неділю 11 жовтня 2015 року.

## Передумови
Президентські вибори в Білорусі проходили в 1994, 2001, 2006 і 2010 роках. На всіх цих виборах перемагав Олександр Лукашенко. Попередні президентські вибори в Білорусі відбулися 19 грудня 2010 року і, за офіційними даними, безперечно забезпечили Олександрові Лукашенку четвертий президентський термін. В результаті розгону акцій проти фальсифікацій виборів і подальших арештів кримінального переслідування зазнали близько 40 громадських активістів, а також деякі опозиційні політики і п'ять з десяти суперників Лукашенка в боротьбі за президентське крісло. Колишній кандидат у президенти Микола Статкевич продовжував відбувати тюремний термін до 2016 року.
Такі дії, а також невідповідність результатів виборів з даними опитувань та екзит-полів, викликали різке засудження з боку ООН, цілого ряду західних країн і міжурядових організацій. 

## Оголошення та підготовка до виборів
Відповідно до законодавства Білорусі президентські повноваження Олександра Лукашенка закінчуються 21 січня 2016 року. Вибори повинні пройти не пізніше ніж за два місяці до цієї дати, а призначені — за п'ять місяців. Таким чином, останній термін проведення президентських виборів — 20 листопада 2015 року.
Раніше як можливу дату чергових президентських виборів голова білоруської Центральної виборчої комісії Лідія Єрмошина називала 15 листопада 2015 року. Однак після зустрічі з Олександром Лукашенком 9 червня вона заявила журналістам, що Центрвиборчком пропонує провести вибори 11 жовтня. 23 червня на нараді з актуальних внутрішньополітичних питань Лукашенко висловив надію на те, що Палата представників підтримає пропозицію Центрвиборчкому про призначення президентських виборів на 11 жовтня.
30 червня 2015 року на засіданні Палати представників Національних зборів Білорусі, яке завершило роботу сьомої сесії, було прийнято рішення про призначення проведення виборів на 11 жовтня 2015 року. За цю пропозицію проголосували 102 з 104 зареєстрованих депутатів.
За словами голови білоруської ЦВК, на цих виборах буде використовуватися таке нововведення, як фінансування передвиборних кампаній кандидатів за рахунок їх фондів (кандидати будуть самостійно фінансувати свою кампанію). При цьому знято обмеження розміру грошових коштів, які може внести до фонду сам претендент на президентську посаду, обсяг якого був збільшений з трьох до дев'яти базових величин (1,62 мільярдів рублів, або близько 105 тисяч доларів). Єрмошина також повідомила, що на нинішніх виборах заборонений заклик до бойкоту виборів, причому це стосується не лише потенційних кандидатів і їхніх команд, а й усіх виборців.
Також Центрвиборчком повідомив, що ці вибори обійдуться білоруському бюджету приблизно в 180,8 мільярдів рублів (12 мільйонів доларів) при проведенні одного туру і в 260,4 мільярдів рублів (17 мільйонів доларів), якщо знадобиться другий тур.

## План проведення виборчої кампанії
- До 22 липня проходитиме реєстрація ініціативних груп;

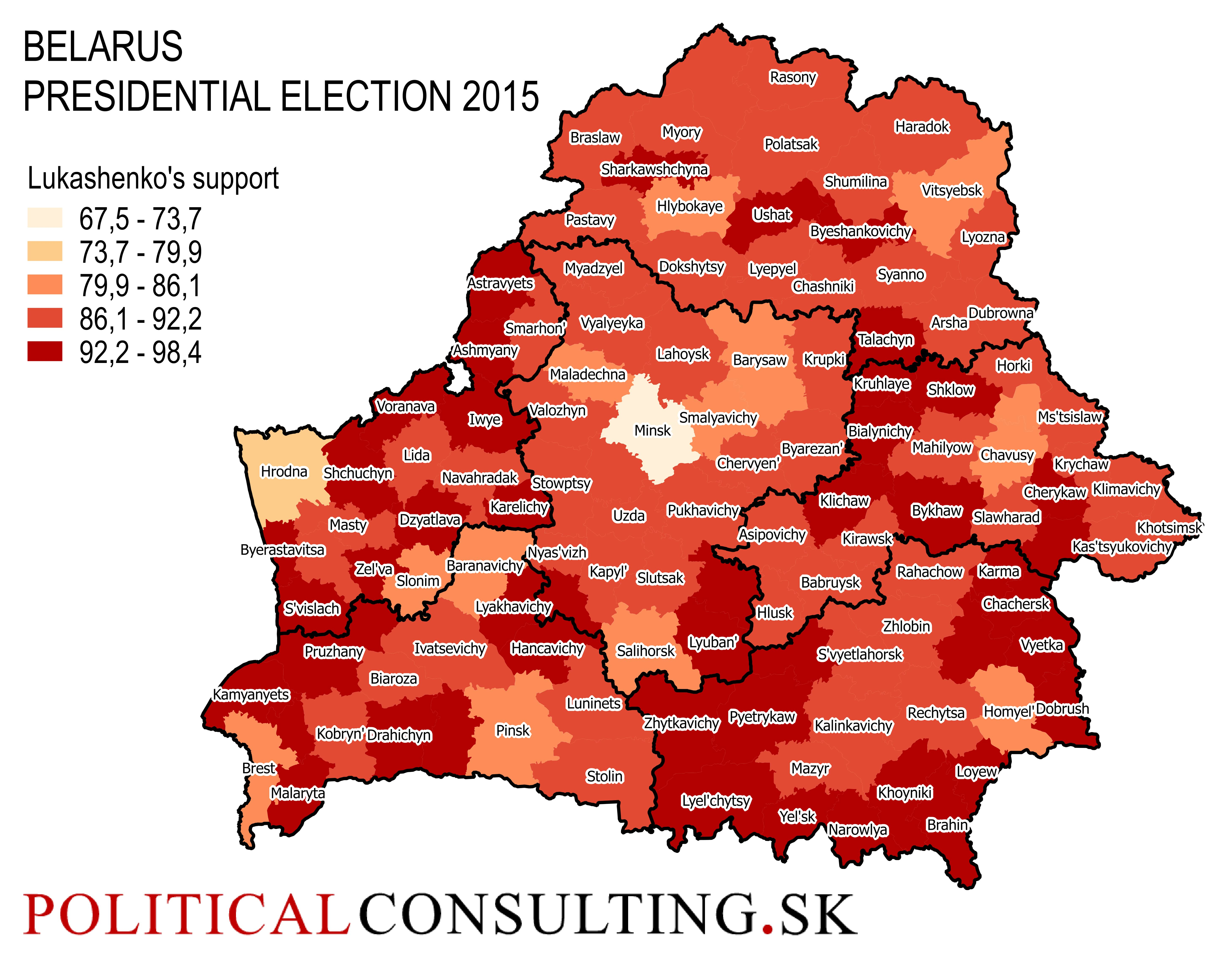
Карта підтримки Лукашенки

- Карта підтримки ЛукашенкиЗ 23 липня по 21 серпня — збір підписів;
- До 22 липня — утворення територіальних комісій;
- З 25 серпня — утворення дільничних комісій;
- З 22 серпня по 5 вересня — подача документів на реєстрацію кандидатів у президенти;
- До 15 вересня — їх реєстрація;
- З 6 по 11 жовтня — дострокове голосування.[7]

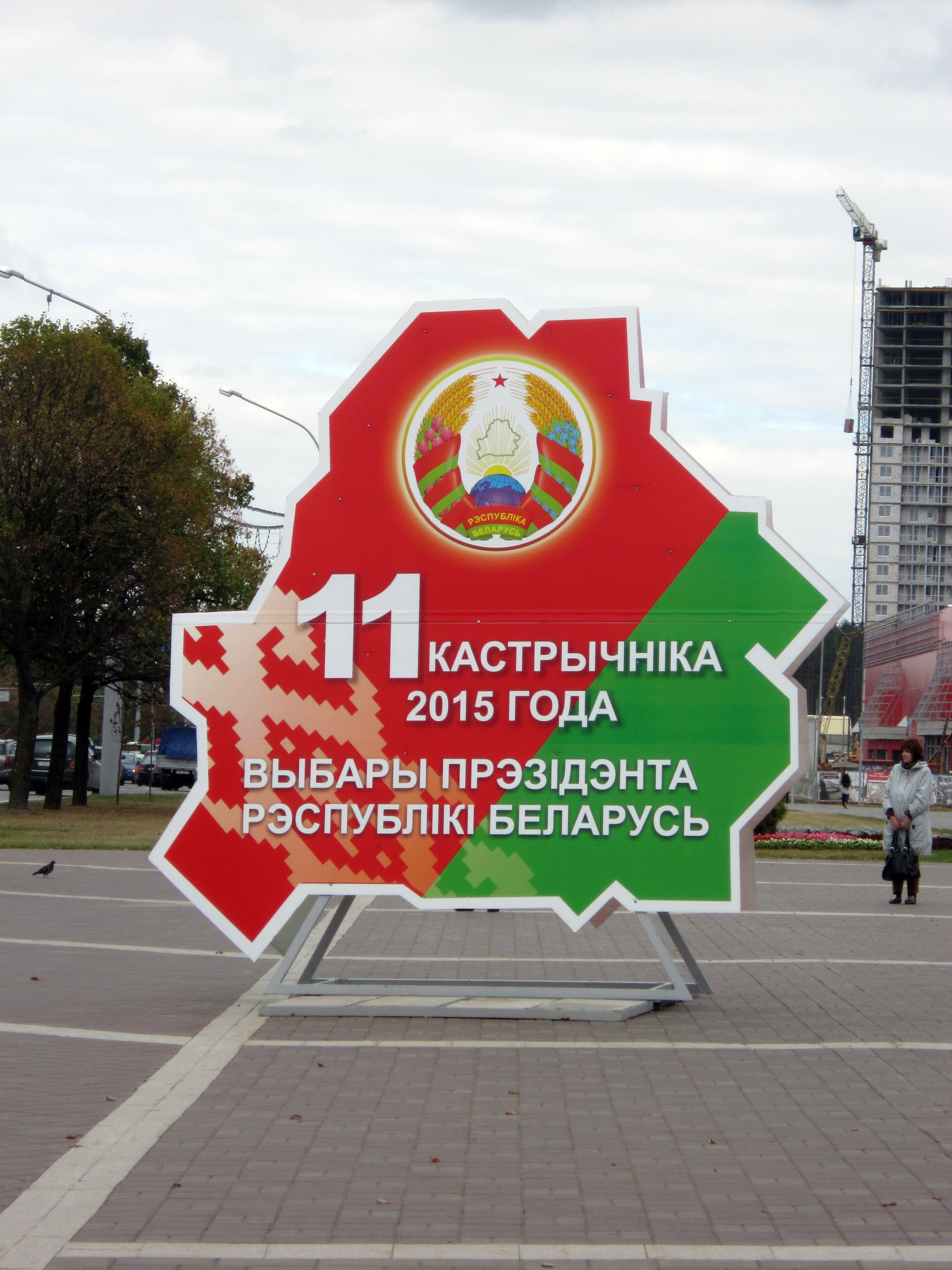

## Оголошені та потенційні кандидати
- Сергій Гайдукевич, голова Ліберально-демократичної партії
- Сергій Калякін, голова Білоруської партії лівих «Справедливий світ»
- Ольга Карач, керівник кампанії «Наш дім»[10]
- Тетяна Короткевич, активістка кампанії «Говори правду», член Білоруської соціал-демократичної партії (Грамада)
- Олександр Лукашенко, самовисуванець
- Анатолій Лебедько, голова опозиційної Об'єднаної громадянської партії (ОГП). Був обраний потенційним кандидатом у президенти від своєї партії 31 травня 2014 року.
- Юрій Рєдьков, директор компанії «Цар-мед», автор міжнародного проекту «Світ меду і здоров'я».[7]
- Віктор Терещенко, економіст, кандидат у президенти на виборах 2010 року.[7]
- Владислав Титович, підприємець, учасник парламентських виборів 2012 року.[11]

### Зареєстровані кандидати
14 осіб подали заяви на реєстрацію своїх ініціативних груп у ЦВК, але тільки 8 з них були зареєстровані.
| Партія                                                  | 2015               | 2015                       |  |
| Партія                                                  | Висунула кандидата | Офіційний відсоток голосів |  |
| ------------------------------------------------------- | ------------------ | -------------------------- |  |
| Ліберально-демократична партія                          | Сергій Гайдукевич  | 3.32 %                     |  |
| Об'єднана громадянська партія                           | Анатолій Лебедько  | не пройшов реєстрацію      |  |
| Білоруська народний фронт                               | -                  | -                          |  |
| Комуністична партія Білорусі                            | -                  | -                          |  |
| Білоруська партія лівих «Справедливий світ»             | Сергій Калякін     | не пройшов реєстрацію      |  |
| Білоруська соціал-демократична партія (Громада)         | Тетяна Короткевич  | 4.42 %                     |  |
| Республіканська партія праці і справедливості           | -                  | -                          |  |
| Білоруська патріотична партія                           | Микола Улаховіч    | 1.67 %                     |  |
| Білоруська партія «Зелені»                              | Юрій Шульган       | не пройшов реєстрацію      |  |
| Консервативно-Християнська Партія - БНФ                 | -                  | -                          |  |
| Партія «Білоруська соціал-демократична Громада»         | -                  | -                          |  |
| Соціал-демократична партія Народної Згоди               | -                  | -                          |  |
| Республіканська партія                                  | -                  | -                          |  |
| Білоруська аграрна партія                               | -                  | -                          |  |
| Білоруська соціально-спортивна партія                   | -                  | -                          |  |
| Партія свободи і прогресу                               | -                  | -                          |  |
| Партія Білоруська християнська демократія               | -                  | -                          |  |
| Білоруська партія робітників                            | -                  | -                          |  |
| Білоруська соціал-демократична партія (Народна Громада) | Микола Статкевич   | не пройшов реєстрацію      |  |

### Кандидати, яким було відмовлено у реєстрації ініціативних груп
- Микола Статкевич, кандидат у президенти на виборах 2010 року, якого посадили за ґрати, запропонував себе як кандидат від єдиної опозиції.[13] 20 липня йому було відмовлено на підставі того, що за законодавством кандидатами в президенти не можуть бути висунуті громадяни, що не мають права обіймати посади в державних органах у зв'язку з наявністю судимості.[14]
- Юрій Шульган, самовисуванець, якого підтримує Білоруська партія «Зелені». 17 липня співробітники міліції не пустили Шульгана в будівлю Центрвиборчкому, заявивши, що претендент знаходиться в стані алкогольного сп'яніння. Суд Московського району Мінська оштрафував його і керівника його ініціативної групи Павла Коновальчик на 5,4 мільйонів білоруських рублів.[15]

### Кандидати, які відмовилися
- Олена Анісім, філолог і заступник голови громадського об’єднання «Товариство білоруської мови імені Франциска Скорини». У серпні 2014 року заявила про свій намір піти у президенти. Проте у кінці червня 2015 року відмовилася, заявивши, що «у такій ситуації перемогу отримати неможливо».[16]
- Алесь Мєх, громадський активіст і заступник голови руху «За державність і незалежність Білорусі». Наприкінці травня 2015 року заявив про рішення висуватися кандидатом у президенти[17], проте 1 липня вирішив відмовитися від своїх президентських амбіцій і підтримати ініціативу Володимира Некляєва про висунення єдиним кандидатом від демократичних сил Миколи Статкевича, який перебуває у в'язниці.[18]

## Соціологічні опитування громадської думки
| Дата і агентство                                                       | Лукашенко | Статкевич | Некляєв | Лебедько | Гайдукевич | Калякін | Короткевич |
| ---------------------------------------------------------------------- | --------- | --------- | ------- | -------- | ---------- | ------- | ---------- |
| 31 березня 2015 — НІСЕПД [Архівовано 8 квітня 2015 у Wayback Machine.] | 34,2%     | 4,5%      | 7,6%    | 2,9%     | 1,1%       | 1,6%    | —          |
| 1 липня 2015 — НІСЕПД [Архівовано 29 липня 2015 у Wayback Machine.]    | 38,6%     | 5%        | 4,7%    | 4,2%     | 3,9%       | 3,1%    | 1,1%       |

## Офіційні виступи кандидатів
- Сергій Гайдукевич. Ефір 15.09.2015. Виступи кандидатів [Архівовано 5 березня 2016 у Wayback Machine.]
- Виступ Тетяни Короткевич на Білорусь-1 [Архівовано 4 березня 2016 у Wayback Machine.]
- Звернення Миколи Улаховіча до виборців [Архівовано 2 квітня 2016 у Wayback Machine.]

## Передвиборча ситуація

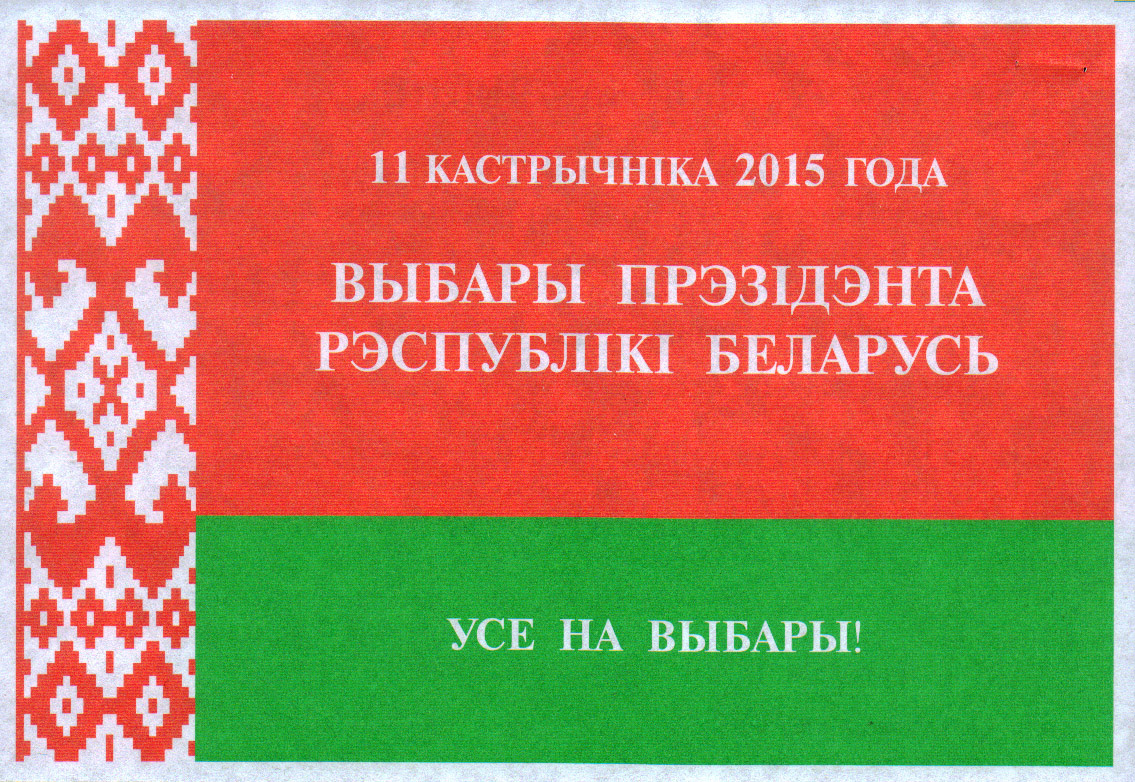
Запрошення на вибори (аверс)

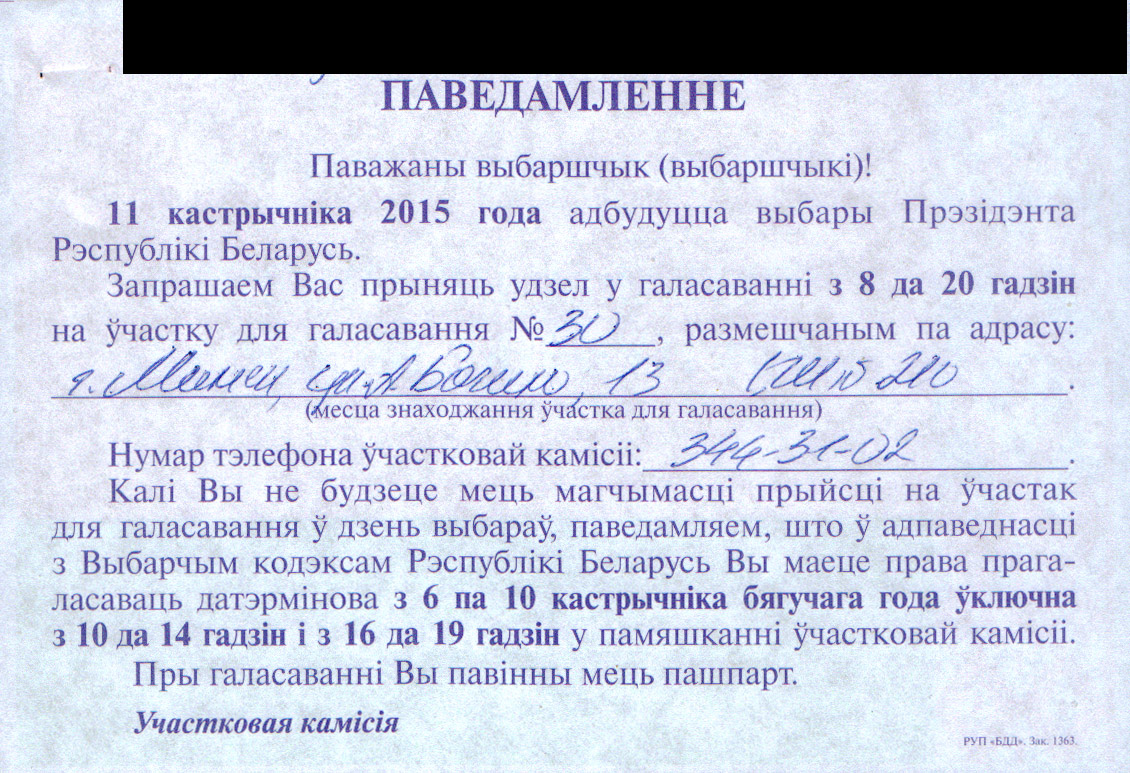
Запрошення на вибори (реверс)

### Висування Статкевича
29 червня білоруський поет і політик Володимир Некляєв запропонував усім опозиційним претендентам на президентську посаду знятися з виборів ще до початку реєстрації ініціативних груп та підтримати висунення єдиним кандидатом від демократичних сил Миколи Статкевича, який за законом не може бути зареєстрованим. У керівництві ЦВК наголосили, що навіть ініціативна група по висуненню Статкевича не може бути зареєстрована. Кампанію за його висунення на вибори з метою привернути увагу суспільства до проблеми політв'язнів підтримали оргкомітети по створенню партій БСДП (Народна грамада) і «Білоруська християнська демократія», зареєстрований в Чехії «Молодий фронт», а також ряд громадських ініціатив.
Формування ініціативної групи з висунення Миколи Статкевича кандидатом в президенти почалося 2 липня. До складу єдиного оргкомітету з висунення Статкевича увійшли представники оргкомітету Білоруської соціал-демократичної партії (Народна Грамада), Білоруської профспілки працівників радіоелектронної промисловості, Об'єднаної громадянської партії, оргкомітету зі створення партії «Білоруська християнська демократія», зареєстрованого в Чехії об'єднання «Молодий фронт», руху «За державність і незалежність Білорусі», а також руху солідарності «Разам».
14 липня в Мінську відбулося спільне засідання представників структур, що беруть участь в кампанії з висунення кандидатом в президенти політв'язня Миколи Статкевича. На ньому було прийнято рішення про подачу документів про реєстрацію ініціативної групи до Центрвиборчкому 16 липня. Кожна з структур, що входять до оргкомітету з висунення Статкевича, змогла залучити до складу ініціативної групи не менше 200 осіб. До складу ініціативної групи з висунення кандидатом в президенти Статкевича увійшло більше 1,5 тисяч осіб.
20 липня Центрвиборчком відмовив у реєстрації ініціативної групи на підставі того, що за законодавством кандидатами в президенти не можуть бути висунуті громадяни, що не мають права обіймати посади в державних органах у зв'язку з наявністю судимості. Рішення ЦВК було оскаржено у Верховному суді, однак той відмовив у розгляді скарги, тому що за законом скарга повинна бути підписана самим заявником, а не його представником. Представники ініціативної групи заявили, що продовжуватимуть свою діяльність до звільнення та реабілітації всіх політв'язнів.
28 липня на прес-конференції представники ініціативної групи Миколи Статкевича в Мінську закликали усіх потенційних кандидатів знятися з виборчих перегонів.

### Пікет виборів
24 липня активіст організації «Альтернатива» Микола Лусто був затриманий біля Центрвиборчкому через хвилину після початку одиночного пікету проти виборів. Суддя Московського району Мінську Тетяна Мотиль визнала активіста винним в участі в несанкціонованому пікеті. Він був оштрафований на 4,5 мільйонів білоруських рублів.

## Реакція
Журналісти та політологи назвали президентські вибори в Білорусі-2015 «найнуднішими в історії країни».
На думку експертів вперше в історії Білорусі «з'явився кандидат на підтримку кандидата», тобто Улаховіч на підтримку Лукашенка. Це, за словами політолога Юрія Чаусова, вперше зрушило білоруську модель виборів в бік Середньої Азії, де такі кандидати в кандидати ще й змагаються в схвальному красномовстві.
Білоруський бізнесмен, політик і триразовий політв'язень Андрій Клімов вважає, що відразу після переобрання Лукашенка на п'ятий термін припиниться існування Білорусі як незалежної держави.